# Hilyotrogus wittmeri
Hilyotrogus wittmeri är en skalbaggsart som beskrevs av Frey 1975. Hilyotrogus wittmeri ingår i släktet Hilyotrogus och familjen Melolonthidae. Inga underarter finns listade i Catalogue of Life.